# علي عبد الله علي
علي عبد الله علي الأنصاري (مواليد 4 سبتمبر 1998) لاعب كرة قدم إماراتي يجيد اللعب في الظهير الأيمن مع نادي دبا الحصن.

## مسيرة اللاعب
بدأ مع نادي الوصل و أعير إلى نادي مصفوت ونادي حتا ونادي الإمارات و انتقل بعدها إلى نادي دبا الحصن.

## روابط خارجية
- علي عبد الله علي على موقع Soccerway.com (الإنجليزية)